# Philippe-Audrey Larrue Saint-Jacques
Philippe-Audrey Larrue Saint-Jacques est un humoriste et acteur québécois,,,.

## Biographie
Diplômé du Conservatoire d'art dramatique de Montréal en 2010 et de l’École nationale de l'humour en 2014,,, il est d’abord découvert par le grand public grâce à la série Like-moi !, l’humoriste a présenté un premier spectacle solo, Hélas, ce n’est qu’un spectacle d’humour, à l’été 2017. Il remporte le premier prix au festival Zoofest 2017 pour ce spectacle. En 2023, l'humoriste présente son deuxième spectacle d'humour intitulé Enfant du siècle, pour lequel il reçoit deux Olivier en 2024 (meilleur spectacle d'humour et auteur de l'année),. Il a reçu la note de « 4 T » par Télérama, un magazine de référence en France, lors de son passage pour présenter Enfant du siècle. 
En 2019, il a tenu le rôle principal du film Les Barbares de La Malbaie du réalisateur Vincent Biron (en). La même année, il tient le rôle principal de Teodore dans la web-série Teodore pas de H.
En 2021, il lance avec Thomas Levac une balado humoristique, Deux Princes ou les Silences du hurlement.
Ayant baigné dans un milieu culturel très riche dès son enfance, Philippe-Audrey Larrue Saint-Jacques demeure grandement attaché à l'art et la culture. En 2020, il était le co-porte-parole des Journées de la culture. Il a animé 25 épisodes de la balado Les grandes œuvres top chrono, diffusée sur Radio-Canada OHdio, qui propose de présenter en cinq minutes certaines des œuvres les plus célébrées du cinéma, de la littérature, des arts visuels, de la musique classique et du théâtre. Il a aussi participé en 2018 au Combat national des livres, animé par Marie-Louise Arsenault.

## Filmographie

### Cinéma
- 2017 : De père en flic 2 d'Émile Gaudreault : Kev
- 2018 : Les Scènes fortuites de Guillaume Lambert : agent Loïc Saulnier
- 2019 : Les Barbares de La Malbaie de Vincent Biron : Yves Tanguay

### Télévision
- 2015-2020 : Like-moi! de Marc Brunet : Personnages multiples
- 2019 : Teodore pas de H de Nathalie Doummar: Teodore
- 2024 : Splendeur et influence de Marc Brunet : Zac